# Élections municipales de 2014 en Charente
Les élections municipales en Charente se sont déroulées les 23 et 30 mars 2014.

## Maires sortants et maires élus
Le scrutin est marqué par des changements notoires. Angoulême, préfecture du département et gagnée par le PS en 2008, est reprise par la droite. La gauche perd également Barbezieux-Saint-Hilaire, Chasseneuil-sur-Bonnieure et Jarnac, mais enregistre un succès à Châteauneuf-sur-Charente. L'UDI remporte Confolens et se maintient à Segonzac.
| Commune                   | Population | Maire sortant         | Parti | Parti | Maire élu             | Parti | Parti |
| ------------------------- | ---------- | --------------------- | ----- | ----- | --------------------- | ----- | ----- |
| Angoulême                 | 41 776     | Philippe Lavaud       |       | PS    | Xavier Bonnefont      |       | UMP   |
| Barbezieux-Saint-Hilaire  | 4 774      | René Vignerie         |       | DVG   | André Meuraillon      |       | DVD   |
| Brie                      | 4 126      | Guy Branchut          |       | PS    | Michel Buisson        |       | PS    |
| Champniers                | 5 170      | Jeanne Filloux        |       | PS    | Jeanne Filloux        |       | PS    |
| Chasseneuil-sur-Bonnieure | 3 045      | Adrienne Simon        |       | PS    | Jean-Claude Fourgeaud |       | DVD   |
| Châteaubernard            | 3 727      | Daniel Boyer          |       | MoDem | Pierre-Yves Briand    |       | MoDem |
| Châteauneuf-sur-Charente  | 3 413      | Gérard Castaing       |       | UMP   | Jean-Louis Levesque   |       | DVG   |
| Cherves-Richemont         | 2 414      | Alain Riffaud         |       | DVD   | Alain Riffaud         |       | DVD   |
| Cognac                    | 18 611     | Michel Gourinchas     |       | PS    | Michel Gourinchas     |       | PS    |
| Confolens                 | 2 676      | Jean-Louis Dutriat    |       | DVD   | Jean-Noël Dupre       |       | UDI   |
| Fléac                     | 3 632      | Guy Étienne           |       | DVG   | Guy Étienne           |       | DVG   |
| Gond-Pontouvre            | 5 905      | Jean-Claude Beauchaud |       | PS    | Gérard Dezier         |       | PS    |
| Jarnac                    | 4 427      | Jérôme Royer          |       | PS    | François Raby         |       | DVD   |
| L'Isle-d'Espagnac         | 5 257      | Jean-Claude Besse     |       | PS    | Marie-Hélène Pierre   |       | PS    |
| La Couronne               | 7 267      | Jean-François Dauré   |       | PS    | Jean-François Dauré   |       | PS    |
| La Rochefoucauld          | 2 923      | Joaquim Martin        |       | UMP   | Lucien Vayssiere      |       | DVD   |
| Linars                    | 2 067      | Michel Germaneau      |       | DVG   | Michel Germaneau      |       | DVG   |
| Magnac-sur-Touvre         | 3 056      | Bernard Contamine     |       | PS    | Bernard Contamine     |       | PS    |
| Montbron                  | 2 183      | Gwenhaël François     |       | PS    | Gwenhaël François     |       | PS    |
| Mornac                    | 2 213      | Jacques Persyn        |       | DVG   | Jacques Persyn        |       | DVG   |
| Mouthiers-sur-Boëme       | 2 507      | Cécile Forgeron       |       | DVG   | Michel Carteret       |       | DVG   |
| Nersac                    | 2 476      | André Bonichon        |       | DVD   | André Bonichon        |       | DVD   |
| Puymoyen                  | 2 444      | Jean-Pierre Grand     |       | DVG   | Gérard Bruneteau      |       | DVG   |
| Roullet-Saint-Estèphe     | 4 024      | Jean-Paul Kerjean     |       | DVD   | Gérard Roy            |       | DVD   |
| Roumazières-Loubert       | 2 525      | Jean-Michel Dufaud    |       | DVG   | Jean-Michel Dufaud    |       | DVG   |
| Ruelle-sur-Touvre         | 7 391      | Michel Broncy         |       | PS    | Michel Tricoche       |       | DVG   |
| Ruffec                    | 3 499      | Bernard Charbonneau   |       | DVG   | Bernard Charbonneau   |       | DVG   |
| Saint-Michel              | 3 287      | Fabienne Godichaud    |       | DVG   | Fabienne Godichaud    |       | DVG   |
| Saint-Yrieix-sur-Charente | 7 064      | Denis Dolimont        |       | PS    | Denis Dolimont        |       | PS    |
| Segonzac                  | 2 140      | Véronique Marendat    |       | UDI   | Véronique Marendat    |       | UDI   |
| Soyaux                    | 9 538      | François Nebout       |       | DVD   | François Nebout       |       | DVD   |

### Résultats en nombre de maires
| Partis       | Partis                            | Maires sortants | Maires élus | Évolution     |
| ------------ | --------------------------------- | --------------- | ----------- | ------------- |
|              | Parti socialiste                  | 13              | 9           | 4             |
|              | Divers gauche                     | 8               | 9           | 1             |
|              | PCF                               | 1               | 1           | en stagnation |
| Total gauche | Total gauche                      | 22              | 19          | 3             |
|              | Divers droite                     | 5               | 8           | 3             |
|              | Union pour un mouvement populaire | 2               | 1           | 1             |
|              | UDI                               | 1               | 2           | 1             |
|              | MoDem                             | 1               | 1           | en stagnation |
| Total droite | Total droite                      | 9               | 12          | 3             |
| Total        | Total                             | 31              | 31          | -             |

## Résultats dans les communes de plus de2 000 habitants

### Angoulême
- Maire sortant : Philippe Lavaud (PS)
- 43 sièges à pourvoir au conseil municipal (population légale 2011 : 41 776 habitants)
- 20 sièges à pourvoir au conseil communautaire (CA GrandAngoulême)

| Tête de liste            | Tête de liste     | Liste          | Premier tour | Premier tour | Second tour | Second tour | Sièges | Sièges |
| Tête de liste            | Tête de liste     | Liste          | Voix         | %            | Voix        | %           | CM     | CC     |
| ------------------------ | ----------------- | -------------- | ------------ | ------------ | ----------- | ----------- | ------ | ------ |
|                          | Xavier Bonnefont  | UMP            | 4 432        | 30,71        | 8 534       | 60,14       | 35     | 16     |
|                          | Philippe Lavaud * | PS             | 3 678        | 25,48        | 5 654       | 39,85       | 8      | 4      |
|                          | Samuel Cazenave   | UDI            | 2 939        | 20,36        |             |             |        |        |
|                          | Anna Martinese    | FN             | 1 341        | 9,29         |             |             |        |        |
|                          | Françoise Coutant | EELV           | 1 076        | 7,45         |             |             |        |        |
|                          | Nicolas Baleynaud | FG             | 765          | 5,30         |             |             |        |        |
|                          | Olivier Nicolas   | LO             | 200          | 1,38         |             |             |        |        |
|                          |                   |                |              |              |             |             |        |        |
| Inscrits                 | Inscrits          | Inscrits       | 26 544       | 100,00       | 26 545      | 100,00      |        |        |
| Abstentions              | Abstentions       | Abstentions    | 11 656       | 43,91        | 11 492      | 43,29       |        |        |
| Votants                  | Votants           | Votants        | 14 888       | 56,09        | 15 053      | 56,71       |        |        |
| Blancs et nuls           | Blancs et nuls    | Blancs et nuls | 457          | 3,07         | 865         | 5,75        |        |        |
| Exprimés                 | Exprimés          | Exprimés       | 14 431       | 96,93        | 14 188      | 94,25       |        |        |
| * Liste du maire sortant |                   |                |              |              |             |             |        |        |

### Barbezieux-Saint-Hilaire
- Maire sortant : René Vignerie
- 27 sièges à pourvoir au conseil municipal (population légale 2011 : 4 774 habitants)
- 10 sièges à pourvoir au conseil communautaire (CC des 4B Sud-Charente)

|                | André Meuraillon | DVD            | 1 403 | 65,99  | 23 | 8 |  |  |
|                | Joël Guern       | SE             | 723   | 34,00  | 4  | 2 |  |  |
|                |                  |                |       |        |    |   |  |  |
| Inscrits       | Inscrits         | Inscrits       | 3 347 | 100,00 |    |   |  |  |
| Abstentions    | Abstentions      | Abstentions    | 1 057 | 31,58  |    |   |  |  |
| Votants        | Votants          | Votants        | 2 290 | 68,42  |    |   |  |  |
| Blancs et nuls | Blancs et nuls   | Blancs et nuls | 164   | 7,16   |    |   |  |  |
| Exprimés       | Exprimés         | Exprimés       | 2 126 | 92,84  |    |   |  |  |

### Brie
- Maire sortant : Guy Branchut
- 27 sièges à pourvoir au conseil municipal (population légale 2011 : 4 126 habitants)
- 6 sièges à pourvoir au conseil communautaire (CA GrandAngoulême)

|                | Michel Buisson | DVG            | 1 462 | 100,00 | 27 | 6 |  |  |
|                |                |                |       |        |    |   |  |  |
| Inscrits       | Inscrits       | Inscrits       | 2 986 | 100,00 |    |   |  |  |
| Abstentions    | Abstentions    | Abstentions    | 1 301 | 43,57  |    |   |  |  |
| Votants        | Votants        | Votants        | 1 685 | 56,43  |    |   |  |  |
| Blancs et nuls | Blancs et nuls | Blancs et nuls | 223   | 13,23  |    |   |  |  |
| Exprimés       | Exprimés       | Exprimés       | 1 462 | 86,77  |    |   |  |  |

### Champniers
- Maire sortant : Jeanne Filloux (PS)
- 29 sièges à pourvoir au conseil municipal (population légale 2011 : 5 170 habitants)
- 7 sièges à pourvoir au conseil communautaire (CA GrandAngoulême)

|                          | Jeanne Filloux * | PS-PCF-EELV    | 1 528 | 55,06  | 23 | 6 |  |  |
|                          | Philippe Collin  | DVD            | 1 247 | 44,93  | 6  | 1 |  |  |
|                          |                  |                |       |        |    |   |  |  |
| Inscrits                 | Inscrits         | Inscrits       | 4 367 | 100,00 |    |   |  |  |
| Abstentions              | Abstentions      | Abstentions    | 1 414 | 32,38  |    |   |  |  |
| Votants                  | Votants          | Votants        | 2 953 | 67,62  |    |   |  |  |
| Blancs et nuls           | Blancs et nuls   | Blancs et nuls | 178   | 6,03   |    |   |  |  |
| Exprimés                 | Exprimés         | Exprimés       | 2 775 | 93,97  |    |   |  |  |
| * Liste du maire sortant |                  |                |       |        |    |   |  |  |

### Chasseneuil-sur-Bonnieure
- Maire sortant : Adrienne Simon
- 23 sièges à pourvoir au conseil municipal (population légale 2011 : 3 045 habitants)
- 6 sièges à pourvoir au conseil communautaire (CC de Charente Limousine)

|                | Jean-Claude Fourgeaud | DVD            | 799   | 52,94  | 18 | 5 |  |  |
|                | Fabrice Point         | DVG            | 710   | 47,05  | 5  | 1 |  |  |
|                |                       |                |       |        |    |   |  |  |
| Inscrits       | Inscrits              | Inscrits       | 2 258 | 100,00 |    |   |  |  |
| Abstentions    | Abstentions           | Abstentions    | 634   | 28,08  |    |   |  |  |
| Votants        | Votants               | Votants        | 1 624 | 71,92  |    |   |  |  |
| Blancs et nuls | Blancs et nuls        | Blancs et nuls | 115   | 7,08   |    |   |  |  |
| Exprimés       | Exprimés              | Exprimés       | 1 509 | 92,92  |    |   |  |  |

### Châteaubernard
- Maire sortant : Daniel Boyer
- 27 sièges à pourvoir au conseil municipal (population légale 2011 : 3 727 habitants)
- 5 sièges à pourvoir au conseil communautaire (CA du Grand Cognac)

|                | Pierre-Yves Briand     | SE             | 1 173 | 69,69  | 23 | 5 |  |  |
|                | Jean-Claude Fayemendie | DVG            | 510   | 30,30  | 4  |   |  |  |
|                |                        |                |       |        |    |   |  |  |
| Inscrits       | Inscrits               | Inscrits       | 2 613 | 100,00 |    |   |  |  |
| Abstentions    | Abstentions            | Abstentions    | 850   | 32,53  |    |   |  |  |
| Votants        | Votants                | Votants        | 1 763 | 67,47  |    |   |  |  |
| Blancs et nuls | Blancs et nuls         | Blancs et nuls | 80    | 4,54   |    |   |  |  |
| Exprimés       | Exprimés               | Exprimés       | 1 683 | 95,46  |    |   |  |  |

### Châteauneuf-sur-Charente
- Maire sortant : Gérard Castaing
- 23 sièges à pourvoir au conseil municipal (population légale 2011 : 3 413 habitants)
- 11 sièges à pourvoir au conseil communautaire (CA du Grand Cognac)

| Tête de liste            | Tête de liste        | Liste          | Premier tour | Premier tour | Second tour | Second tour | Sièges | Sièges |
| Tête de liste            | Tête de liste        | Liste          | Voix         | %            | Voix        | %           | CM     | CC     |
| ------------------------ | -------------------- | -------------- | ------------ | ------------ | ----------- | ----------- | ------ | ------ |
|                          | Jean-Louis Levesque  | SE             | 806          | 46,86        | 1 017       | 57,36       | 18     | 9      |
|                          | Gérard Castaing *    | DVD            | 639          | 37,15        | 756         | 42,63       | 5      | 2      |
|                          | Jean-Marie Parenteau | SE             | 275          | 15,98        |             |             |        |        |
|                          |                      |                |              |              |             |             |        |        |
| Inscrits                 | Inscrits             | Inscrits       | 2 471        | 100,00       | 2 471       | 100,00      |        |        |
| Abstentions              | Abstentions          | Abstentions    | 683          | 27,64        | 649         | 26,26       |        |        |
| Votants                  | Votants              | Votants        | 1 788        | 72,36        | 1 822       | 73,74       |        |        |
| Blancs et nuls           | Blancs et nuls       | Blancs et nuls | 68           | 3,80         | 49          | 2,69        |        |        |
| Exprimés                 | Exprimés             | Exprimés       | 1 720        | 96,20        | 1 773       | 97,31       |        |        |
| * Liste du maire sortant |                      |                |              |              |             |             |        |        |

### Cherves-Richemont
- Maire sortant : Alain Riffaud
- 19 sièges à pourvoir au conseil municipal (population légale 2011 : 2 414 habitants)
- 3 sièges à pourvoir au conseil communautaire (CA du Grand Cognac)

|                          | Alain Riffaud *  | DVD            | 960   | 85,79  | 18 | 3 |  |  |
|                          | Michèle Depoutot | FN             | 159   | 14,20  | 1  |   |  |  |
|                          |                  |                |       |        |    |   |  |  |
| Inscrits                 | Inscrits         | Inscrits       | 1 878 | 100,00 |    |   |  |  |
| Abstentions              | Abstentions      | Abstentions    | 685   | 36,47  |    |   |  |  |
| Votants                  | Votants          | Votants        | 1 193 | 63,53  |    |   |  |  |
| Blancs et nuls           | Blancs et nuls   | Blancs et nuls | 74    | 6,20   |    |   |  |  |
| Exprimés                 | Exprimés         | Exprimés       | 1 119 | 93,80  |    |   |  |  |
| * Liste du maire sortant |                  |                |       |        |    |   |  |  |

### Cognac
- Maire sortant : Michel Gourinchas (PS)
- 33 sièges à pourvoir au conseil municipal (population légale 2011 : 18 611 habitants)
- 19 sièges à pourvoir au conseil communautaire (CA du Grand Cognac)

| Tête de liste            | Tête de liste       | Liste          | Premier tour | Premier tour | Second tour | Second tour | Sièges | Sièges |
| Tête de liste            | Tête de liste       | Liste          | Voix         | %            | Voix        | %           | CM     | CC     |
| ------------------------ | ------------------- | -------------- | ------------ | ------------ | ----------- | ----------- | ------ | ------ |
|                          | Michel Gourinchas * | PS-PCF-EELV    | 2 930        | 42,74        | 3 479       | 49,76       | 25     | 15     |
|                          | Noël Belliot        | DVD            | 2 296        | 33,49        | 2 540       | 36,33       | 6      | 3      |
|                          | Isabelle Lassalle   | FN             | 1 124        | 16,39        | 972         | 13,90       | 2      | 1      |
|                          | Brigitte Bonneau    | FG             | 505          | 7,36         |             |             |        |        |
|                          |                     |                |              |              |             |             |        |        |
| Inscrits                 | Inscrits            | Inscrits       | 12 743       | 100,00       | 12 745      | 100,00      |        |        |
| Abstentions              | Abstentions         | Abstentions    | 5 592        | 43,88        | 5 463       | 42,86       |        |        |
| Votants                  | Votants             | Votants        | 7 151        | 56,12        | 7 282       | 57,14       |        |        |
| Blancs et nuls           | Blancs et nuls      | Blancs et nuls | 296          | 4,14         | 291         | 4,00        |        |        |
| Exprimés                 | Exprimés            | Exprimés       | 6 855        | 95,86        | 6 991       | 96,00       |        |        |
| * Liste du maire sortant |                     |                |              |              |             |             |        |        |

### Confolens
- Maire sortant : Jean-Louis Dutriat
- 23 sièges à pourvoir au conseil municipal (population légale 2011 : 2 676 habitants)
- 6 sièges à pourvoir au conseil communautaire (CC de Charente Limousine)

|                          | Jean-Noël Dupré         | UDI (liste commune avec Philippe Bouty (PS), conseiller général) | 895   | 62,28  | 19 | 5 |  |  |
|                          | Jean-Louis Dutriat*     | DVD                                                              | 388   | 27,00  | 3  | 1 |  |  |
|                          | Madeleine Ngombet-bitoo | PS-PCF-EELV                                                      | 154   | 10,71  | 1  |   |  |  |
|                          |                         |                                                                  |       |        |    |   |  |  |
| Inscrits                 | Inscrits                | Inscrits                                                         | 1 993 | 100,00 |    |   |  |  |
| Abstentions              | Abstentions             | Abstentions                                                      | 480   | 24,08  |    |   |  |  |
| Votants                  | Votants                 | Votants                                                          | 1 513 | 75,92  |    |   |  |  |
| Blancs et nuls           | Blancs et nuls          | Blancs et nuls                                                   | 76    | 5,02   |    |   |  |  |
| Exprimés                 | Exprimés                | Exprimés                                                         | 1 437 | 94,98  |    |   |  |  |
| * Liste du maire sortant |                         |                                                                  |       |        |    |   |  |  |

### Fléac
- Maire sortant : Guy Étienne
- 27 sièges à pourvoir au conseil municipal (population légale 2011 : 3 632 habitants)
- 2 sièges à pourvoir au conseil communautaire (CA GrandAngoulême)

|                          | Guy Étienne *       | DVG            | 1 008 | 55,72  | 21 | 2 |  |  |
|                          | Christian Cleveland | PS             | 801   | 44,27  | 6  |   |  |  |
|                          |                     |                |       |        |    |   |  |  |
| Inscrits                 | Inscrits            | Inscrits       | 2 817 | 100,00 |    |   |  |  |
| Abstentions              | Abstentions         | Abstentions    | 885   | 31,42  |    |   |  |  |
| Votants                  | Votants             | Votants        | 1 932 | 68,58  |    |   |  |  |
| Blancs et nuls           | Blancs et nuls      | Blancs et nuls | 123   | 6,37   |    |   |  |  |
| Exprimés                 | Exprimés            | Exprimés       | 1 809 | 93,63  |    |   |  |  |
| * Liste du maire sortant |                     |                |       |        |    |   |  |  |

### Gond-Pontouvre
- Maire sortant : Jean-Claude Beauchaud (PS)
- 29 sièges à pourvoir au conseil municipal (population légale 2011 : 5 905 habitants)
- 3 sièges à pourvoir au conseil communautaire (CA GrandAngoulême)

|                | Gérard Dezier   | PS             | 1 424 | 62,15  | 24 | 3 |  |  |
|                | Corinne Meyer   | SE             | 441   | 19,24  | 3  |   |  |  |
|                | Maryline Guerin | FG             | 426   | 18,59  | 2  |   |  |  |
|                |                 |                |       |        |    |   |  |  |
| Inscrits       | Inscrits        | Inscrits       | 3 846 | 100,00 |    |   |  |  |
| Abstentions    | Abstentions     | Abstentions    | 1 438 | 37,39  |    |   |  |  |
| Votants        | Votants         | Votants        | 2 408 | 62,61  |    |   |  |  |
| Blancs et nuls | Blancs et nuls  | Blancs et nuls | 117   | 4,86   |    |   |  |  |
| Exprimés       | Exprimés        | Exprimés       | 2 291 | 95,14  |    |   |  |  |

### Jarnac
- Maire sortant : Jérôme Royer
- 27 sièges à pourvoir au conseil municipal (population légale 2011 : 4 427 habitants)
- 9 sièges à pourvoir au conseil communautaire (CA du Grand Cognac)

|                          | François Raby     | DVD            | 1 101 | 50,64  | 21 | 7 |  |  |
|                          | Jérôme Royer *    | DVG            | 912   | 41,95  | 5  | 2 |  |  |
|                          | Christophe Gillet | FN             | 161   | 7,40   | 1  |   |  |  |
|                          |                   |                |       |        |    |   |  |  |
| Inscrits                 | Inscrits          | Inscrits       | 3 308 | 100,00 |    |   |  |  |
| Abstentions              | Abstentions       | Abstentions    | 1 093 | 33,04  |    |   |  |  |
| Votants                  | Votants           | Votants        | 2 215 | 66,96  |    |   |  |  |
| Blancs et nuls           | Blancs et nuls    | Blancs et nuls | 41    | 1,85   |    |   |  |  |
| Exprimés                 | Exprimés          | Exprimés       | 2 174 | 98,15  |    |   |  |  |
| * Liste du maire sortant |                   |                |       |        |    |   |  |  |

### L'Isle-d'Espagnac
- Maire sortant : Jean-Claude Besse (PS)
- 29 sièges à pourvoir au conseil municipal (population légale 2011 : 5 257 habitants)
- 3 sièges à pourvoir au conseil communautaire (CA GrandAngoulême)

|                | Marie-Hélène Pierre | PS             | 1 170 | 50,82  | 22 | 2 |  |  |
|                | Olivier Riviere     | DVG            | 1 132 | 49,17  | 7  | 1 |  |  |
|                |                     |                |       |        |    |   |  |  |
| Inscrits       | Inscrits            | Inscrits       | 3 851 | 100,00 |    |   |  |  |
| Abstentions    | Abstentions         | Abstentions    | 1 375 | 35,71  |    |   |  |  |
| Votants        | Votants             | Votants        | 2 476 | 64,29  |    |   |  |  |
| Blancs et nuls | Blancs et nuls      | Blancs et nuls | 174   | 7,03   |    |   |  |  |
| Exprimés       | Exprimés            | Exprimés       | 2 302 | 92,97  |    |   |  |  |

### La Couronne
- Maire sortant : Jean-François Dauré
- 29 sièges à pourvoir au conseil municipal (population légale 2011 : 7 267 habitants)
- 4 sièges à pourvoir au conseil communautaire (CA GrandAngoulême)

|                          | Jean-François Dauré * | PS             | 1 933 | 62,23  | 24 | 4 |  |  |
|                          | Éric Blondel          | SE             | 478   | 15,38  | 2  |   |  |  |
|                          | Pierre Deplanque      | FN             | 462   | 14,87  | 2  |   |  |  |
|                          | François Penelle      | FG             | 233   | 7,50   | 1  |   |  |  |
|                          |                       |                |       |        |    |   |  |  |
| Inscrits                 | Inscrits              | Inscrits       | 5 177 | 100,00 |    |   |  |  |
| Abstentions              | Abstentions           | Abstentions    | 1 963 | 37,92  |    |   |  |  |
| Votants                  | Votants               | Votants        | 3 214 | 62,08  |    |   |  |  |
| Blancs et nuls           | Blancs et nuls        | Blancs et nuls | 108   | 3,36   |    |   |  |  |
| Exprimés                 | Exprimés              | Exprimés       | 3 106 | 96,64  |    |   |  |  |
| * Liste du maire sortant |                       |                |       |        |    |   |  |  |

### La Rochefoucauld
- Maire sortant : Joaquim Martin
- 23 sièges à pourvoir au conseil municipal (population légale 2011 : 2 923 habitants)
- 6 sièges à pourvoir au conseil communautaire (CC La Rochefoucauld - Porte du Périgord)

| Tête de liste  | Tête de liste       | Liste          | Premier tour | Premier tour | Second tour | Second tour | Sièges | Sièges |
| Tête de liste  | Tête de liste       | Liste          | Voix         | %            | Voix        | %           | CM     | CC     |
| -------------- | ------------------- | -------------- | ------------ | ------------ | ----------- | ----------- | ------ | ------ |
|                | Max-André Bironneau | SE             | 446          | 29,91        | 478         | 30,87       | 3      | 1      |
|                | Lucien Vayssiere    | SE             | 434          | 29,10        | 622         | 40,18       | 17     | 4      |
|                | Jacques Fersing     | DVD            | 426          | 28,57        | 448         | 28,94       | 3      | 1      |
|                | Jean-Pierre Besse   | MoDem          | 185          | 12,40        |             |             |        |        |
|                |                     |                |              |              |             |             |        |        |
| Inscrits       | Inscrits            | Inscrits       | 2 278        | 100,00       | 2 278       | 100,00      |        |        |
| Abstentions    | Abstentions         | Abstentions    | 700          | 30,73        | 677         | 29,72       |        |        |
| Votants        | Votants             | Votants        | 1 578        | 69,27        | 1 601       | 70,28       |        |        |
| Blancs et nuls | Blancs et nuls      | Blancs et nuls | 87           | 5,51         | 53          | 3,31        |        |        |
| Exprimés       | Exprimés            | Exprimés       | 1 491        | 94,49        | 1 548       | 96,69       |        |        |

### Linars
- Maire sortant : Michel Germaneau
- 19 sièges à pourvoir au conseil municipal (population légale 2011 : 2 067 habitants)
- 2 sièges à pourvoir au conseil communautaire (CA GrandAngoulême)

|                          | Michel Germaneau * | DVG            | 661   | 100,00 | 19 | 2 |  |  |
|                          |                    |                |       |        |    |   |  |  |
| Inscrits                 | Inscrits           | Inscrits       | 1 626 | 100,00 |    |   |  |  |
| Abstentions              | Abstentions        | Abstentions    | 670   | 41,21  |    |   |  |  |
| Votants                  | Votants            | Votants        | 956   | 58,79  |    |   |  |  |
| Blancs et nuls           | Blancs et nuls     | Blancs et nuls | 295   | 30,86  |    |   |  |  |
| Exprimés                 | Exprimés           | Exprimés       | 661   | 69,14  |    |   |  |  |
| * Liste du maire sortant |                    |                |       |        |    |   |  |  |

### Magnac-sur-Touvre
- Maire sortant : Bernard Contamine
- 23 sièges à pourvoir au conseil municipal (population légale 2011 : 3 056 habitants)
- 2 sièges à pourvoir au conseil communautaire (CA GrandAngoulême)

|                          | Bernard Contamine * | PS             | 1 224 | 100,00 | 23 | 2 |  |  |
|                          |                     |                |       |        |    |   |  |  |
| Inscrits                 | Inscrits            | Inscrits       | 2 712 | 100,00 |    |   |  |  |
| Abstentions              | Abstentions         | Abstentions    | 1 215 | 44,80  |    |   |  |  |
| Votants                  | Votants             | Votants        | 1 497 | 55,20  |    |   |  |  |
| Blancs et nuls           | Blancs et nuls      | Blancs et nuls | 273   | 18,24  |    |   |  |  |
| Exprimés                 | Exprimés            | Exprimés       | 1 224 | 81,76  |    |   |  |  |
| * Liste du maire sortant |                     |                |       |        |    |   |  |  |

### Montbron
- Maire sortant : Gwenhaël François
- 19 sièges à pourvoir au conseil municipal (population légale 2011 : 2 183 habitants)
- 6 sièges à pourvoir au conseil communautaire (CC La Rochefoucauld - Porte du Périgord)

|                          | Gwenhaël François * | DVG            | 770   | 61,20  | 16 | 5 |  |  |
|                          | Pascale Penel       | DVD            | 488   | 38,79  | 3  | 1 |  |  |
|                          |                     |                |       |        |    |   |  |  |
| Inscrits                 | Inscrits            | Inscrits       | 1 734 | 100,00 |    |   |  |  |
| Abstentions              | Abstentions         | Abstentions    | 393   | 22,66  |    |   |  |  |
| Votants                  | Votants             | Votants        | 1 341 | 77,34  |    |   |  |  |
| Blancs et nuls           | Blancs et nuls      | Blancs et nuls | 83    | 6,19   |    |   |  |  |
| Exprimés                 | Exprimés            | Exprimés       | 1 258 | 93,81  |    |   |  |  |
| * Liste du maire sortant |                     |                |       |        |    |   |  |  |

### Mornac
- Maire sortant : Jacques Persyn
- 19 sièges à pourvoir au conseil municipal (population légale 2011 : 2 213 habitants)
- 2 sièges à pourvoir au conseil communautaire (CA GrandAngoulême)

|                          | Jacques Persyn * | DVG            | 936   | 77,10  | 17 | 2 |  |  |
|                          | Philippe Demarly | SE             | 278   | 22,89  | 2  |   |  |  |
|                          |                  |                |       |        |    |   |  |  |
| Inscrits                 | Inscrits         | Inscrits       | 1 749 | 100,00 |    |   |  |  |
| Abstentions              | Abstentions      | Abstentions    | 493   | 28,19  |    |   |  |  |
| Votants                  | Votants          | Votants        | 1 256 | 71,81  |    |   |  |  |
| Blancs et nuls           | Blancs et nuls   | Blancs et nuls | 42    | 3,34   |    |   |  |  |
| Exprimés                 | Exprimés         | Exprimés       | 1 214 | 96,66  |    |   |  |  |
| * Liste du maire sortant |                  |                |       |        |    |   |  |  |

### Mouthiers-sur-Boëme
- Maire sortant : Cécile Forgeron
- 23 sièges à pourvoir au conseil municipal (population légale 2011 : 2 507 habitants)
- 7 sièges à pourvoir au conseil communautaire (CA GrandAngoulême)

|                | Michel Carteret | DVG            | 744   | 58,67  | 19 | 6 |  |  |
|                | Bernard Susset  | SE             | 524   | 41,32  | 4  | 1 |  |  |
|                |                 |                |       |        |    |   |  |  |
| Inscrits       | Inscrits        | Inscrits       | 2 051 | 100,00 |    |   |  |  |
| Abstentions    | Abstentions     | Abstentions    | 687   | 33,50  |    |   |  |  |
| Votants        | Votants         | Votants        | 1 364 | 66,50  |    |   |  |  |
| Blancs et nuls | Blancs et nuls  | Blancs et nuls | 96    | 7,04   |    |   |  |  |
| Exprimés       | Exprimés        | Exprimés       | 1 268 | 92,96  |    |   |  |  |

### Nersac
- Maire sortant : André Bonichon
- 19 sièges à pourvoir au conseil municipal (population légale 2011 : 2 476 habitants)
- 2 sièges à pourvoir au conseil communautaire (CA GrandAngoulême)

|                          | André Bonichon *           | DVD            | 631   | 57,05  | 15 | 2 |  |  |
|                          | Jean-Christophe Cardaillac | SE             | 475   | 42,94  | 4  |   |  |  |
|                          |                            |                |       |        |    |   |  |  |
| Inscrits                 | Inscrits                   | Inscrits       | 1 816 | 100,00 |    |   |  |  |
| Abstentions              | Abstentions                | Abstentions    | 663   | 36,51  |    |   |  |  |
| Votants                  | Votants                    | Votants        | 1 153 | 63,49  |    |   |  |  |
| Blancs et nuls           | Blancs et nuls             | Blancs et nuls | 47    | 4,08   |    |   |  |  |
| Exprimés                 | Exprimés                   | Exprimés       | 1 106 | 95,92  |    |   |  |  |
| * Liste du maire sortant |                            |                |       |        |    |   |  |  |

### Puymoyen
- Maire sortant : Jean-Pierre Grand
- 19 sièges à pourvoir au conseil municipal (population légale 2011 : 2 444 habitants)
- 2 sièges à pourvoir au conseil communautaire (CA GrandAngoulême)

| Tête de liste  | Tête de liste    | Liste          | Premier tour | Premier tour | Second tour | Second tour | Sièges | Sièges |
| Tête de liste  | Tête de liste    | Liste          | Voix         | %            | Voix        | %           | CM     | CC     |
| -------------- | ---------------- | -------------- | ------------ | ------------ | ----------- | ----------- | ------ | ------ |
|                | Bernard Gabet    | SE             | 583          | 40,99        | 668         | 47,34       | 4      |        |
|                | Gérard Bruneteau | SE             | 461          | 32,41        | 743         | 52,65       | 15     | 2      |
|                | Patrick Acker    | SE             | 378          | 26,58        |             |             |        |        |
|                |                  |                |              |              |             |             |        |        |
| Inscrits       | Inscrits         | Inscrits       | 2 202        | 100,00       | 2 201       | 100,00      |        |        |
| Abstentions    | Abstentions      | Abstentions    | 719          | 32,65        | 735         | 33,39       |        |        |
| Votants        | Votants          | Votants        | 1 483        | 67,35        | 1 466       | 66,61       |        |        |
| Blancs et nuls | Blancs et nuls   | Blancs et nuls | 61           | 4,11         | 55          | 3,75        |        |        |
| Exprimés       | Exprimés         | Exprimés       | 1 422        | 95,89        | 1 411       | 96,25       |        |        |

### Roullet-Saint-Estèphe
- Maire sortant : Jean-Paul Kerjean
- 27 sièges à pourvoir au conseil municipal (population légale 2011 : 4 024 habitants)
- 11 sièges à pourvoir au conseil communautaire (CA GrandAngoulême)

|                | Gérard Roy       | DVD            | 1 038 | 56,59  | 21 | 9 |  |  |
|                | Béatrice Simonet | SE             | 796   | 43,40  | 6  | 2 |  |  |
|                |                  |                |       |        |    |   |  |  |
| Inscrits       | Inscrits         | Inscrits       | 3 002 | 100,00 |    |   |  |  |
| Abstentions    | Abstentions      | Abstentions    | 1 039 | 34,61  |    |   |  |  |
| Votants        | Votants          | Votants        | 1 963 | 65,39  |    |   |  |  |
| Blancs et nuls | Blancs et nuls   | Blancs et nuls | 129   | 6,57   |    |   |  |  |
| Exprimés       | Exprimés         | Exprimés       | 1 834 | 93,43  |    |   |  |  |

### Roumazières-Loubert
- Maire sortant : Jean-Michel Dufaud
- 23 sièges à pourvoir au conseil municipal (population légale 2011 : 2 525 habitants)
- 5 sièges à pourvoir au conseil communautaire (CC de Charente Limousine)

|                          | Jean-Michel Dufaud * | SE             | 1 002 | 78,03  | 21 | 5 |  |  |
|                          | Jacques Baudrant     | SE             | 282   | 21,96  | 2  |   |  |  |
|                          |                      |                |       |        |    |   |  |  |
| Inscrits                 | Inscrits             | Inscrits       | 1 929 | 100,00 |    |   |  |  |
| Abstentions              | Abstentions          | Abstentions    | 522   | 27,06  |    |   |  |  |
| Votants                  | Votants              | Votants        | 1 407 | 72,94  |    |   |  |  |
| Blancs et nuls           | Blancs et nuls       | Blancs et nuls | 123   | 8,74   |    |   |  |  |
| Exprimés                 | Exprimés             | Exprimés       | 1 284 | 91,26  |    |   |  |  |
| * Liste du maire sortant |                      |                |       |        |    |   |  |  |

### Ruelle-sur-Touvre
- Maire sortant : Michel Broncy (PS)
- 29 sièges à pourvoir au conseil municipal (population légale 2011 : 7 391 habitants)
- 4 sièges à pourvoir au conseil communautaire (CA GrandAngoulême)

|                | Michel Tricoche | DVG            | 1 444 | 52,83  | 22 | 3 |  |  |
|                | Annie Marc      | PS             | 1 289 | 47,16  | 7  | 1 |  |  |
|                |                 |                |       |        |    |   |  |  |
| Inscrits       | Inscrits        | Inscrits       | 5 457 | 100,00 |    |   |  |  |
| Abstentions    | Abstentions     | Abstentions    | 2 382 | 43,65  |    |   |  |  |
| Votants        | Votants         | Votants        | 3 075 | 56,35  |    |   |  |  |
| Blancs et nuls | Blancs et nuls  | Blancs et nuls | 342   | 11,12  |    |   |  |  |
| Exprimés       | Exprimés        | Exprimés       | 2 733 | 88,88  |    |   |  |  |

### Ruffec
- Maire sortant : Bernard Charbonneau
- 23 sièges à pourvoir au conseil municipal (population légale 2011 : 3 499 habitants)
- 12 sièges à pourvoir au conseil communautaire (CC Val de Charente)

|                          | Bernard Charbonneau * | DVG            | 882   | 60,08  | 19 | 10 |  |  |
|                          | Denis Bourdois        | DVD            | 586   | 39,91  | 4  | 2  |  |  |
|                          |                       |                |       |        |    |    |  |  |
| Inscrits                 | Inscrits              | Inscrits       | 2 521 | 100,00 |    |    |  |  |
| Abstentions              | Abstentions           | Abstentions    | 950   | 37,68  |    |    |  |  |
| Votants                  | Votants               | Votants        | 1 571 | 62,32  |    |    |  |  |
| Blancs et nuls           | Blancs et nuls        | Blancs et nuls | 103   | 6,56   |    |    |  |  |
| Exprimés                 | Exprimés              | Exprimés       | 1 468 | 93,44  |    |    |  |  |
| * Liste du maire sortant |                       |                |       |        |    |    |  |  |

### Saint-Michel
- Maire sortant : Fabienne Godichaud
- 23 sièges à pourvoir au conseil municipal (population légale 2011 : 3 287 habitants)
- 2 sièges à pourvoir au conseil communautaire (CA GrandAngoulême)

|                          | Fabienne Godichaud * | DVG            | 896   | 68,44  | 20 | 2 |  |  |
|                          | Laurent Barret       | DVG            | 413   | 31,55  | 3  |   |  |  |
|                          |                      |                |       |        |    |   |  |  |
| Inscrits                 | Inscrits             | Inscrits       | 2 129 | 100,00 |    |   |  |  |
| Abstentions              | Abstentions          | Abstentions    | 740   | 34,76  |    |   |  |  |
| Votants                  | Votants              | Votants        | 1 389 | 65,24  |    |   |  |  |
| Blancs et nuls           | Blancs et nuls       | Blancs et nuls | 80    | 5,76   |    |   |  |  |
| Exprimés                 | Exprimés             | Exprimés       | 1 309 | 94,24  |    |   |  |  |
| * Liste du maire sortant |                      |                |       |        |    |   |  |  |

### Saint-Yrieix-sur-Charente
- Maire sortant : Denis Dolimont (PS)
- 29 sièges à pourvoir au conseil municipal (population légale 2011 : 7 064 habitants)
- 4 sièges à pourvoir au conseil communautaire (CA GrandAngoulême)

|                          | Denis Dolimont * | PS-PCF-EELV    | 1 813 | 58,86  | 23 | 3 |  |  |
|                          | Nicole Guirado   | DVD            | 1 267 | 41,13  | 6  | 1 |  |  |
|                          |                  |                |       |        |    |   |  |  |
| Inscrits                 | Inscrits         | Inscrits       | 5 329 | 100,00 |    |   |  |  |
| Abstentions              | Abstentions      | Abstentions    | 2 068 | 38,81  |    |   |  |  |
| Votants                  | Votants          | Votants        | 3 261 | 61,19  |    |   |  |  |
| Blancs et nuls           | Blancs et nuls   | Blancs et nuls | 181   | 5,55   |    |   |  |  |
| Exprimés                 | Exprimés         | Exprimés       | 3 080 | 94,45  |    |   |  |  |
| * Liste du maire sortant |                  |                |       |        |    |   |  |  |

### Segonzac
- Maire sortant : Véronique Marendat
- 19 sièges à pourvoir au conseil municipal (population légale 2011 : 2 140 habitants)
- 5 sièges à pourvoir au conseil communautaire (CA du Grand Cognac)

|                          | Véronique Marendat * | DVD            | 568   | 100,00 | 19 | 5 |  |  |
|                          |                      |                |       |        |    |   |  |  |
| Inscrits                 | Inscrits             | Inscrits       | 1 666 | 100,00 |    |   |  |  |
| Abstentions              | Abstentions          | Abstentions    | 858   | 51,50  |    |   |  |  |
| Votants                  | Votants              | Votants        | 808   | 48,50  |    |   |  |  |
| Blancs et nuls           | Blancs et nuls       | Blancs et nuls | 240   | 29,70  |    |   |  |  |
| Exprimés                 | Exprimés             | Exprimés       | 568   | 70,30  |    |   |  |  |
| * Liste du maire sortant |                      |                |       |        |    |   |  |  |

### Soyaux
- Maire sortant : François Nebout (DVD)
- 29 sièges à pourvoir au conseil municipal (population légale 2011 : 9 538 habitants)
- 5 sièges à pourvoir au conseil communautaire (CA GrandAngoulême)

|                          | François Nebout * | DVD            | 2 284 | 65,93  | 24 | 4 |  |  |
|                          | Bernard Rivalleau | DVG            | 1 180 | 34,06  | 5  | 1 |  |  |
|                          |                   |                |       |        |    |   |  |  |
| Inscrits                 | Inscrits          | Inscrits       | 6 427 | 100,00 |    |   |  |  |
| Abstentions              | Abstentions       | Abstentions    | 2 798 | 43,54  |    |   |  |  |
| Votants                  | Votants           | Votants        | 3 629 | 56,46  |    |   |  |  |
| Blancs et nuls           | Blancs et nuls    | Blancs et nuls | 165   | 4,55   |    |   |  |  |
| Exprimés                 | Exprimés          | Exprimés       | 3 464 | 95,45  |    |   |  |  |
| * Liste du maire sortant |                   |                |       |        |    |   |  |  |